# Xã Milton, Quận Jackson, Ohio
Xã Milton (tiếng Anh: Milton Township) là một xã thuộc quận Jackson, tiểu bang Ohio, Hoa Kỳ. Năm 2010, dân số của xã này là 1.028 người.